# Kapela Mbiyavanga
Kapela Mbiyavanga (Kinshasa, 12 febbraio 1976) è un ex calciatore della Repubblica Democratica del Congo, di ruolo attaccante.

## Caratteristiche tecniche
Ala destra, poteva essere impiegato anche come trequartista.

## Carriera

### Nazionale
Ha debuttato con la Nazionale dello Zaire (poi diventato RD del Congo) nel 1995. Ha partecipato, con la Nazionale, alla Coppa d'Africa 2002.

## Palmarès

### Club

#### Competizioni nazionali
- Campionato congolese di calcio (Repubblica Democratica del Congo): 4

Motema Pembe: 1994, 1996, 1998, 1999
- Campionato angolano di calcio: 2

Petro Atlético: 2000, 2001
- Coppa della Repubblica Democratica del Congo: 1

Motema Pembe: 1994
- Coppa d'Angola: 2

Petro Atlético: 2000, 2002